# 타이어뱅크
타이어뱅크는 대한민국의 타이어 전문 회사이다.

## KBO리그 타이틀스폰서
타이어뱅크는 대한민국 프로야구 2015년 KBO 리그와 2016년 KBO 리그, 2017년 KBO 리그의 타이틀 스폰서로 참여하였다.

## 주요 연혁
- 2020년 전국매장 430개 운영 중
- 2019년 본사이전(세종특별자치시)
- 2018년 전국매장 400개 운영 중
- 2017년 2017 KBO리그 메인 스폰서
- 2016년 2016 KBO리그 메인 스폰서
- 2015년 전국매장 365개 운영 중
- 2015년 2015 KBO리그 메인 스폰서
- 2012년 업계 최초 타이어 안심보험 실시
- 2010년 제2청원 복합 물류 센터준공_연면적 13,223m2 (4,000평)TIREBANK USA OPEN
- 2009년 제 1회 생활자전거 ECO FESTIVAL 개최
- 2008년 국내 최초 7년 품질보증제도 시행
- 2007년 미국 LA 법인 설립
- 2005년 본사 사옥 준공 TIREBANK HEAD OFFICE
- 2004년 청원 복합 물류 센터 준공 (연면적 10,000m2)
- 1991년 타이어뱅크 창립

## 수상 실적
- 2019년 스포츠마케팅어워드 2019 (기업브랜드 부문) 본상 수상
- 2019년 2019 코리아스포츠진흥대상 (리더부문) 수상
- 2018년 2018 '일하기 좋은 중소기업' 선정
- 2017년 새터민 단체(미래를 위한 사랑나눔협회, (주)엘티케이, 하나사랑협회, 미래한반도여성협회) 감사패 수상
- 2017년  '2017 제 2회 대한민국 혁신 경영인 대상' 경영혁신 - 비즈니스모델 부문수상
- 2016년 KBO 감사패(2016, KBO리그 발전 공로)
- 2016년 ‘2017 대한민국 베스트셀링 브랜드’- 타이어유통 부문 수상
- 2016년 ‘제 43회 상공의 날’- 대한민국 산업포장 수훈
- 2015년 ‘2016 대한민국 베스트셀링 브랜드’- 타이어유통 부문 수상
- 2015년 ‘2015 대한민국 대표브랜드 대상’ - 국내 최초 선진국형 타이어 전문점
- 2015년 ‘2015 한국산업대상 - 창조경영산업대상수상’ 중기청장상
- 2015년 ‘2015 대한민국 문화관광 산업대상 - 스포츠문화 진흥 부문
- 2011년 (사) 한국전문경영인학회 ‘2010 글로벌 CEO대상’ 한국 창업 대상 수상
- 2011년 한국인적자원개발학회 ‘한국인적자원개발 대상 수상’
- 2007년 스포츠 서울 선정 BEST INNOVATION 기업 수상

## 취급 품목

### 타이어
- 넥센타이어
- 금호타이어
- 미쉐린타이어
- 피렐리타이어
- 요코하마타이어
- 던롭타이어
- 도요타이어
- 브릿지스톤타이어
- 컨티넨탈타이어
- 굿이어타이어